# Erika Kraft
Erika Franziska Kraft (* 18. November 1931 in München; † 4. März 2003 in Chapel Hill, North Carolina) war eine deutsche Eiskunstläuferin und Deutsche Meisterin 1952 bei den Damen.
Sie repräsentierte den SC Riessersee. Sie nahm an den Olympischen Winterspielen 1952 teil und wurde dort 10. 1952 gewann sie die Bronzemedaille bei den Europameisterschaften und war auch im selben Jahr Deutsche Meisterin.

## Erfolge/Ergebnisse
| Wettbewerb/Wintersaison  | 1950 | 1951 | 1952 |
| ------------------------ | ---- | ---- | ---- |
| Olympische Winterspiele  | -    | -    | 10.  |
| Weltmeisterschaften      | -    | 14.  | -    |
| Europameisterschaften    | -    | -    | 3.   |
| Deutsche Meisterschaften | 2.   | 2.   | 1.   |

WDR = zurückgezogen